# 侯明
侯明（1447年—？），字定夫，河南河南府洛陽縣人，民籍，明朝政治人物。

## 生平
成化十三年（1477年）丁酉科河南鄉試第三名舉人。成化十七年（1481年）中式辛丑科會試第二百五十名，三甲第三十九名進士。授褒城县知县，升邠州知州。

## 家族
曾祖侯振，知府；祖父侯觀；父侯佐，母屈氏。慈侍下。弟睿。